# Sedlec (district de Plzeň-Nord)
Pour les articles homonymes, voir Sedlec.
Sedlec (en allemand : Sedletz) est une commune du district de Plzeň-Nord, dans la région de Plzeň, en République tchèque. Sa population s'élevait à 110 habitants en 2022.

## Géographie
Sedlec se trouve à 6 km au nord-est de Kralovice, à 31 km au nord de Plzeň et à 73 km à l'ouest-sud-ouest de Prague.
La commune est limitée par Bílov au nord et au nord-est, par Kralovice à l'est, au sud et au sud-ouest, et par Potvorov au nord-ouest.

## Histoire
La première mention écrite de la localité date de 1193.

## Transports
Par la route, Sedlec se trouve à 6 km de Kralovice, à 34 km de Rakovník, à 38 km de Plzeň et à 93 km de Prague. 